# 카미키 아야
카미키 아야(上木彩矢, 1985년 9월 10일 ~)는 일본의 가수이다. 비즈의 41번째 싱글 〈유루기나이모노히토츠〉의 커플링곡인 〈피에로〉를 커버한 두 번째 싱글 〈피에로〉가 오리콘 9위를 차지하며 이름을 알렸다. 또, ZARD의 노래에 코러스로 참가하기도 했다.
2009년 8월엔 음반사를 에이벡스로 이적했으며 11월에는 이적 후 첫 싱글이자 전 주디 앤 마리의 기타 연주자인 타쿠야와의 협업 싱글 〈WBX: W Boiled Extreme〉을 발매했다.

## 음반 목록

### 싱글
1. Communication Break (2006년 3월15일)
2. ピエロ (Pierrot) (2006년 4월 12일)
3. もう君だけを離したりはしない (Mou Kimidake Wo Hanashitari Wa Shinai 이젠 너만은 놓치지 않을거야[*]) (2006년 5월 31일)
애니메이션 《명탐정 코난》 닫는 곡
4. 眠っていた気持ち 眠っていたココロ (Nemutte Ita Kimochi Nemutte Ita Kokoro) (2006년 11월 1일)
5. ミセカケの I Love you (Misekake No I Love You) (2007년 5월 23일)
6. 明日のために (Ashita No Tame Ni) (2007년 7월 2일)
7. Sunday Morning (2008년 3월 5일)
8. 君去りし誘惑 (Kimi Sarishi Yuuwaku) (2008년 6월 18일)
9. Summer Memories (2008년 8월 6일)
애니메이션 《명탐정 코난》 닫는 곡
10. 世界はそれでも変わりはしない (Sekai Wa Sore Demo Kawari Wa Shinai) (2008년 12월 3일)
11. W-B-X ~W boiled extreme~ (2009년 11월 11일) 카미키 아야 w TAKUYA
드라마 《가면라이더 W》 주제가
12. Revolver (2010년 7월 14일)

### 앨범
1. Secret Code (2006년 7월 12일)
2. 明日のために~Forever More~ (Ashita no Tame Ni ~Forever More~) (2007년 10월 10일)
3. Are You Happy Now? (2008년 9월 10일)
4. INDIVIDUAL EMOTION (2010년 1월 27일)
5. Gloriosa (2010년 8월 11일)

인디 미니 앨범
1. W.H.Y? (2004년 3월 24일)
2. CONSTELLATION (2005년 5월 25일)
3. ROCK ON (2005년 9월 21일)

베스트 앨범
1. AYA KAMIKI Greatest Best (2010년 1월 27일)